# Tetada Kalimasada
Tetada Kalimasada, soms ook wel kortweg TK genoemd, is een aan van het Indonesische eiland Java afkomstige en aan pencak silat verwante inner energy martial art, die door de beoefenaars zelf doorgaans geen vechtsport wordt genoemd, maar daarentegen "een methode van beweging, meditatie en een unieke ademhalingstechniek met bewegingen die de energiestroom van het lichaam bevorderen". 
Tetada is een afkorting voor het instituut Terapi Tenaga Dalam (vrij vertaald: Instituut voor de ontwikkeling van innerlijke energiecultivatie en -therapie).
De traditionele kunst van het oorspronkelijke Kalimasada werd reeds voor de 16de eeuw door de hindoeïstische migranten als een krijgskunst op de Indonesische eilanden Java en Bali geïntroduceerd, die lange tijd heimelijk door een beperkt aantal families in de plaats Soerabaja en omgeving werd beoefend en van generatie op generatie overgeleverd. De kunst maakt gebruik van een beweerde techniek om de "innerlijke energie" van de beoefenaar en zijn omgeving te kanaliseren, om diens gezondheid te behouden en zijn weerbaarheid te verbeteren. 
Vanwege het herkend potentieel van de kunst om te worden misbruikt met kwade bedoelingen, zijn de leringen en de beoefening van kalimasada eeuwenlang geheim gehouden en slechts bekend gebleven bij een paar families die het beoefenden. Aan het einde van de 20e eeuw meende de grootmeester Ir. Eddy Surohadi dat de mensheid rijp was om deze kunst te leren en dat deze daarom niet langer verborgen moest worden gehouden. Daarbij benadrukte hij de genezende en passieve aard van de kunst, in plaats van de strijdbare, krijgshaftige kant. In september 1991 richtte hij Terapi Tenaga Dalam op. Hij voegde het woord Tetada toe. Het primaire doel van deze modernere vorm is een continue proces van verbetering van de leermethoden in het licht van de voortschrijdend medische en wetenschappelijke inzichten.